# پیر آنتوان مارتینی
پیر آنتوان مارتینی (انگلیسی: Pierre-Antoine Martini؛ زادهٔ ۲۷ ژوئن ۱۹۸۸) بازیکن فوتبال اهل فرانسه است.
از باشگاه‌هایی که در آن بازی کرده‌است می‌توان به باشگاه فوتبال تیورتون تاون، باشگاه فوتبال نیس، و باشگاه فوتبال یئوویل تاون اشاره کرد.